# Paradysderina vlad
Espèce
Paradysderina vlad est une espèce d'araignées aranéomorphes de la famille des Oonopidae.

## Distribution
Cette espèce est endémique de la province d'Orellana en Équateur,.

## Description
Le mâle holotype mesure 1,41 mm et la femelle 1,47 mm.

## Publication originale
- Platnick & Dupérré, 2011 : The Andean goblin spiders of the new genera Paradysderina and Semidysderina (Araneae, Oonopidae). Bulletin of the American Museum of Natural History, no 364, p. 1-121 (texte intégral).